# Juan de Lángara
Juan Francisco de Lángara y Huarte (bask. Juan Francisco Langara Uharte, ur. 1736 w Coruña, zm. 18 stycznia 1806 w Madrycie) – hiszpański admirał, minister marynarki wojennej.

## Początki kariery
Lángara przyszedł na świat w Corunii. Wychowywał się w szanowanej rodzinie baskijskiej. Jego ojcem był admirał Juan de Langara Arizmendi, który w stopniu porucznika (Teniente de Navío)  uczestniczył w bitwie u brzegów Minorki w roku 1756 przeciwko Brytyjczykom pod dowództwem Johna Bynga, zakończonej zwycięstwem Francuzów oraz hiszpańskich popleczników rodu Burbonów. Wstąpiwszy do hiszpańskiej marynarki w roku 1750 Lángara wkrótce wyróżnił się w kilku kampaniach. W latach 1766–1771 prowadził kilka wypraw naukowych. Podróżował m.in. na Filipiny, żeglował po morzach oblewających Chiny od południa i od wschodu. Odbytym wyprawom zawdzięcza swój wkład w rozwój kartografii. W trakcie wyprawy naukowej w roku 1774 dowodził fregatą La Rosalia. Ekspedycja ta dostarczyła kilku odkryć w dziedzinie pilotażu oraz nawigacji.

## Udział w wojnie o niepodległość USA
Około roku 1778 Lángara dosłużył się rangi brygadiera (lub komandora) i w tym stopniu uczestniczył w roku 1779 w kampanii morskiej przeciwko Wielkiej Brytanii. Upoważniony listem kaperskim zdobył brytyjską fregatę Winchcombe wyposażoną w 26 armat. Gdy zimą z roku 1779 na 1780 floty koalicji francusko-hiszpańskiej stacjonowały w portach: Brest i Kadyks, w gestii komandora Lángara pozostało dowództwo nad niewielką eskadrą, składającą się z 11 jednostek, w większości – z mniejszych okrętów liniowych. Eskadra ta stawiła czoła morskiej potędze pod dowództwem George’a Rodneya, złożonej z 21 okrętów bojowych oraz 11 fregat. Do bitwy doszło po południu 16 stycznia 1780 roku, u podnóży klifów przylądku Santa Maria.
Celem Lángary było zablokowanie brytyjskiego konwoju, zmierzającego z odsieczą załodze Gibraltaru. Jednak władze francuskie, świadome zagrożenia związanego z wypłynięciem eskadry Rodneya i z jej siłą, nie zdołały ostrzec Hiszpanów, którzy konsekwentnie realizowali zgubne polecenia Lángary. Hiszpanie odznaczyli się walecznością i odwagą. Nie zapobiegło to jednak przejęciu przez Brytyjczyków pięciu okrętów oraz wysadzeniu w powietrze (wczesnym wieczorem) fregaty Santo Domingo, wyposażonej w 70 dział. O godzinie 2 w nocy, Lángara poddał swój poważnie uszkodzony okręt flagowy Fénix, uzbrojony w 80 dział. Bitwa ta przeszła do historii pod nazwą „bitwy przy świetle księżyca”, jako że odbyła się w nocy, co w epoce żaglowców było rzadkim zjawiskiem. Lángara trafił do niewoli brytyjskiej, jednak wkrótce został z niej zwolniony. Jego kariera na tym nie ucierpiała. Około roku 1793 został głównodowodzącym floty hiszpańskiej (Capitán General), wcześniej z powodzeniem piastując urząd ministra marynarki wojennej.

## Na wojnie przeciw rewolucyjnej Francji
W roku 1793 na czele eskadry złożonej z 18 hiszpańskich okrętów liniowych, Lángara wspierał flotę brytyjską pod komendą Samuela Hooda podczas operacji przejmowania arsenału francuskiej marynarki w Tulonie (w okresie od sierpnia do grudnia 1793). Współpraca brytyjsko-hiszpańska naznaczona była wzajemną nieufnością oraz napiętą atmosferą. Podczas wizyty w porcie w Kadyksie, w trakcie podróży po Morzu Śródziemnym, brytyjski dowódca Horatio Nelson wyrobił sobie nieprzychylną opinię na temat hiszpańskich marynarzy. W tym czasie hiszpańska flota handlowa była niewielka, a załoga okrętów wojennych tylko w 10 procentach składała się z doświadczonych marynarzy. Podczas obrony Tulonu przed francuskimi siłami republikańskimi, narodowe uprzedzenia pomiędzy aliantami utrudniały współpracę w działaniach obronnych. Kiedy admirał Gravina został ciężko ranny, hiszpański generał-lejtnant Valdez zażądał, by obwołano go dowódcą sił koalicyjnych w miejsce admirała. Lángara postanowił wesprzeć rodaka w jego aspiracjach, wywierając nacisk na Anglików. W tym celu ustawił swój trójpokładowy okręt flagowy Reina Luisa obok angielskiego okrętu HMS Victory, a dwa kolejne trójpokładowe liniowce – z przodu i po stronie drugiej burty brytyjskiego statku, otaczając go w ten sposób. Hood jednak nie uległ naciskom i zignorował tę próbę zastraszenia.
Przed ewakuacją garnizonu w Tulonie, brytyjsko-hiszpańskim oddziałom dywersyjnym pod wodzą Sidneya Smitha wyznaczono zadanie zniszczenia arsenału oraz statków stacjonujących w porcie. Lángara przeprowadził wówczas sprawną akcję, polegającą na wysadzeniu w powietrze arsenału oraz na zepchnięciu części okrętów wojennych z mielizn, w celu ich ewakuacji do Wielkiej Brytanii. Później jednak Lángara przyznał, że postanowił wycofać z akcji hiszpański kontyngent, by nie pozwolić Brytyjczykom uzyskać zbyt dużej przewagi na morzu. Natomiast Hood zdołał wyprowadzić z tulońskiego portu piętnaście statków, zanim miasto dostało się w ręce francuskich republikanów. W dniu 14 lutego 1795, po sześciogodzinnym pościgu trójpokładowego okrętu Reina Luisa za fregatą Helène, Lángarze udało się zdobyć francuski okręt wyposażony w 32 działa.
Przez niedługi okres po zawarciu sojuszu pomiędzy Francją i Hiszpanią w roku 1795 Lángara współpracował z Napoleonem Bonaparte w ramach kampanii włoskiej. Na czele eskadry złożonej z dziewiętnastu liniowców oraz dziesięciu fregat wypłynął z Kadyksu, odrzucając oddział admirała Mana, któremu admirał Jervis powierzył zadanie obserwacji Kadyksu, po czym wpłynął na Morze Śródziemne. W Cartagenie pozyskał kolejnych siedem statków, po czym wyruszył w kierunku Korsyki. Nie zaatakował jednak brytyjskiej eskadry, stacjonującej w zatoce San Fiorenzo. Skierował eskadrę do Tulonu, gdzie połączone siły francusko-hiszpańskie, składające się z 38 liniowców zdecydowanie górowały pod względem liczebnym nad eskadrą brytyjską. Admirał Man stracił jedną trzecią swoich okrętów w trakcie pośpiesznego odwrotu w kierunku kanału La Manche. Ze względu na zagrożenie ze strony połączonych sił morskich Francji i Hiszpanii oraz w obliczu nadciągającego antybrytyjskiego powstania na Korsyce, rząd angielski postanowił ewakuować angielską flotę z portów korsykańskich oraz z całego basenu Morza Śródziemnego.
W tym samym roku Lángara objął urząd sekretarza stanu w ministerstwie marynarki oraz stanowisko radcy stanu. W roku 1797 mianowano go generalnym inspektorem hiszpańskiej marynarki. W roku 1799 przeszedł w stan spoczynku. Na kilka miesięcy przed śmiercią w roku 1806, hiszpańska flota poniosła sromotną klęskę w bitwie pod Trafalgarem. Według wszystkich relacji Lángara odznaczał się wysokimi umiejętnościami, odwagą, skrupulatnością, znajomością osiągnięć naukowych oraz poświęceniem. Jego głównymi wadami były: duma oraz wyniosłość, szczególnie wobec brytyjskich sprzymierzeńców, których traktował z wyraźną pogardą, graniczącą z obrzydzeniem.
Jego żona, Doña María Lutgarda, 2. markiza del Real Transporte y de la Victoria, którą poślubił w roku 1758 była wnuczką Juana José Navarro, 1. markiza de la Victoria (który zasłynął dzięki zwycięstwu nad Johnem Byngiem pod Cape Sicié w roku 1744) oraz córką znanego badacza i oficera marynarki Antoniego de Úlloa.
W czasie gdy Lángara piastował urząd szefa hiszpańskiej marynarki, Hiszpańscy odkrywcy opracowywali mapy wybrzeża terenów zwanych dzisiaj Kolumbią Brytyjską (obecnie część Kanady). Niektóre miejsca oznaczane na mapach otrzymały nazwy na cześć Lángary. Część spośród nazw geograficznych oraz instytucjonalnych na terenie Kolumbii Brytyjskiej, upamiętniających hiszpańskiego admirała zachowały się do dziś, np. Wyspa Langary u wybrzeży północnych rejonów Kolumbii Brytyjskiej, Kolegium Langary w Vancouver (utworzone w roku 1970), oraz kampus im. Langary należący do uczelni Vancouver Community College.